# Evil Twin: Cyprien's Chronicles
Evil Twin: Cyprien's Chronicles est un jeu de plate-forme mélangeant action et aventure sorti en 2001 sur PC puis porté sur Dreamcast et PlayStation 2. Édité par Ubisoft ce jeu sera le dernier développé par le studio français In Utero.

## Histoire du développement
Initialement, le projet n'était pas un jeu vidéo mais une ébauche de script pour un programme télévisuel en tant que série d'animation  expliquant les peurs des enfants et leurs cauchemars. Devant la difficulté du projet et suivant les conseils d'un producteur TV, le projet s'est transformé en jeu vidéo. La rencontre avec des responsables de Ubisoft a fait aboutir le projet d'Evil Twin.
Le jeu a commencé son développement en 1998, il devait sortir sur PC et Dreamcast.

## Synopsis
Le jour de l'anniversaire de Cyprien, un jeune orphelin d'à peine 10 ans, héros du jeu, ses amis organisent une fête surprise pour l'occasion. Malheureusement, cet anniversaire correspond aussi à celui de la mort de ses parents… Après s'être énervé et fâché avec ses amis de l'orphelinat, le jeune garçon quitte la salle de fête, hors de lui. Une fois dans sa chambre, un évènement étrange se produit, et il se retrouve dans un univers inconnu et inquiétant.

## Système de jeu
Le joueur incarne Cyprien et doit le diriger dans l'univers du jeu, constitué d'îles où sont enfermés ses amis. À chaque ami retrouvé, une nouvelle île s'offre à Cyprien. Le jeu est régulièrement ponctué de cinématiques amusantes qui forment la trame de l'histoire, qui est assez complexe pour un jeu de ce genre.
Cyprien peut marcher, courir, sauter, et utiliser des objets. Il a toujours sur lui un lance-pierre qui lui sert à se défendre ou à décrocher des objets inaccessibles. Il a aussi la possibilité de faire une attaque plongeante, où il écrase l'ennemi avec sa tête…
En récoltant certains objets, le joueur peut transformer Cyprien en  SuperCyp'  qui a accès à une plus large panoplie de mouvements et de sorts : boule de feu, laser électrique, double saut, course rapide ou encore une onde de choc dévastatrice. Mais cette transformation est temporaire.

## Réception critique
Le jeu a reçu un succès critique très mitigé : les testeurs ont applaudi l'univers du jeu très complexe, voire philosophique, les graphismes soignés, la musique et le doublage français très convaincant, mais la jouabilité en a agacé plus d'un ; c'est la gestion de la caméra qui a fait chuter les notes du jeu.